# Les Clochards célestes
Les Clochards célestes est un roman de Jack Kerouac (1922 - 1969), publié la première fois en 1958. Son titre original est en anglais The Dharma Bums (à ne pas confondre avec le titre d'un autre de ses livres : Dharma (traduit en français par Dharma), qui est un recueil de notes accumulées entre 1953 et 1956, et qui n'a été publié qu'en 1997 en anglais et qu'en 2000 en français).
Les Clochards célestes est un roman à clefs qui retrace librement la vie de quelques américains, écrivains et poètes, en guerre contre les conventions, grands voyageurs désargentés, attirés par la pensée bouddhiste.
Après son célèbre roman Sur la route, Kerouac livre ici une nouvelle facette de sa personnalité. Tandis que dans Sur la route, la quête n'apparaissait qu'à titre de prétexte pour voyager, on voit Kerouac désormais s'occuper de son âme en essayant de fuir le monde et les villes. Ce désir de fuite ne le quittera plus désormais, puisqu'il se retrouvera dans des œuvres postérieures telles que Big Sur ou Anges de la Désolation (Desolation Angels). Mais pour l'instant on voit le « roi des beats » se concentrer tout particulièrement sur le bouddhisme, sans cependant rejeter totalement le catholicisme de son enfance ; il associe volontiers Bouddha et Jésus-Christ, qui sont pour lui les incarnations parfaites du maître spirituel : « Qu'est-ce que tu lui veux à Jésus-Christ ? N'a-t-il pas parlé du ciel ? Est-ce que le nirvâna de Bouddha est autre chose que le ciel ? ».
Cependant il est intéressant de remarquer que cette égalité ne durera pas. Au fur et à mesure qu'on avance dans son œuvre, le Christ finit par reprendre la première place, et le bouddhisme ne deviendra plus pour lui qu'une religion faite de mots vides.
C'est sans doute « la plus fraîche et la plus lumineuse » des œuvres de Kerouac (Y. Le Pellec)[réf. incomplète].

## Personnages
Les personnes réelles sont appelées différemment dans le roman. Par exemple : 
| Nom réel         | Nom fictif          |
| ---------------- | ------------------- |
| Jack Kerouac     | Ray Smith           |
| Gary Snyder      | Japhy Ryder         |
| Allen Ginsberg   | Alvah Goldbook      |
| Neal Cassady     | Cody Pomeray        |
| Philip Whalen    | Warren Coughlin     |
| Locke McCorkle   | Sean Monahan        |
| John Montgomery  | Henry Morley        |
| Philip Lamantia  | Francis DaPavia     |
| Michael McClure  | Ike O'Shay          |
| Peter Orlovsky   | George              |
| Kenneth Rexroth  | Rheinhold Cacoethes |
| Alan Watts       | Arthur Whane        |
| Caroline Kerouac | Nin                 |
| Carolyn Cassady  | Evelyn              |
| Claude Dalenberg | Bud Diefendorf      |
| Natalie Jackson  | Rosie Buchanan      |